# ヨアヒム・ベルンハルト・フォン・プリットヴィッツ

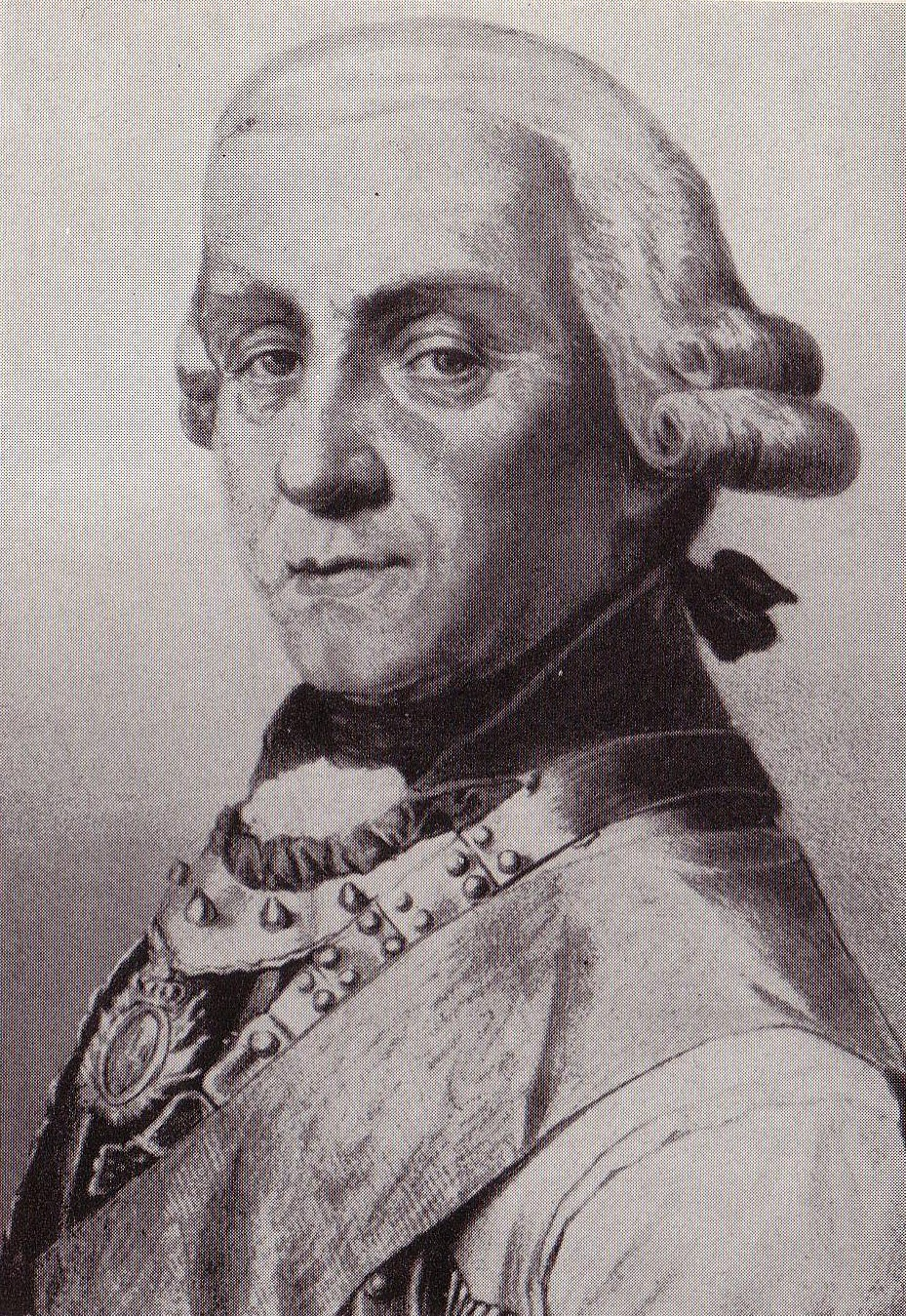
プロイセン王国の騎兵大将、ヨアヒム・ベルンハルト・フォン・プリットヴィッツ。

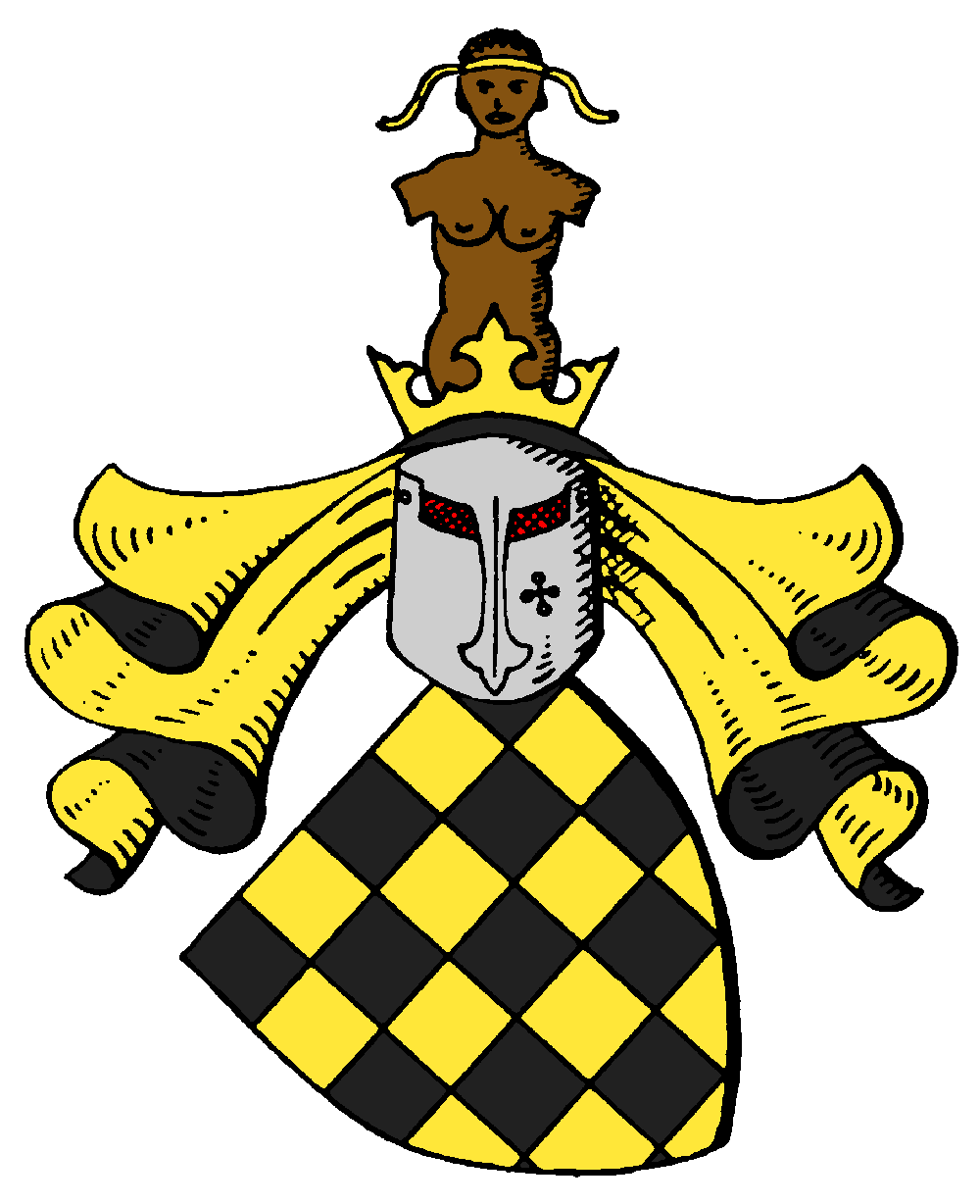
プリットヴィッツ・ウント・ガフロン家の紋章。

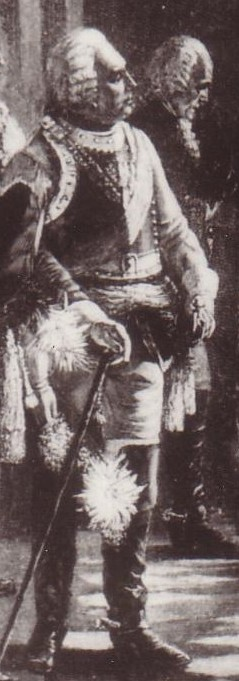
1786年、フリードリヒ大王を見取るプリットヴィッツ中将。 ゲオルク・シェーベル作のリトグラフの一部。

ヨアヒム・ベルンハルト・フォン・プリットヴィッツ（独:Joachim Bernhard von Prittwitz、1726年2月3日にニーダーシュレージエン州 (Niederschlesien) 、クライス・ヴォーラウのラーザーヴィッツ農場で出生、1793年6月4日にベルリンで没）はプロイセン王国の騎兵大将であり、ブランデンブルク辺境伯領の総監、ジャンダルム (de:Gensdarmes) 胸甲騎兵連隊の連隊長であった。
その所領をブランデンブルクのクイリッツ（現在のノイハルデンベルク (Neuhardenberg) ）、ローゼンタール、ゲアルスドルフ、クアッペンドルフ、ゼーゲヴィッツ、キーンスヴェルダー、またラントクライス・レーブス (de:Landkreis Lebus) の各地に有していた。なお1766年以降、ヨハネ騎士団 (Order of Saint John (Bailiwick of Brandenburg)) の騎士に叙任されている。

## 家族
プリットヴィッツは古く、多くの分家を擁するシュレージエンの貴族、プリットヴィッツ家 (de:Prittwitz) の出身で、父はプロイセン軍 (Prussian Army) の大尉でラーザーヴィッツの領主、ヨアヒム・ヴィルヘルム・フォン・プリットヴィッツ、母はゾフィー・ヴィルヘルミーネ・ゴットリーベ・フォン・ドムニヒである。
彼自身は若い士官として金遣いが荒く、常に資金難の状態にあった。それに起因する困難の結果、1762年12月16日、36歳の時に男爵カール・ハインリヒ・フォン・ゼーヘア・トス（アンナ・エリザベート・フォン・ツェトリッツ・ウント・ライペを妻とし、シェーネフェルトとルートヴィヒスドルフを領していた）の娘、エレオノーレ・フォン・パチェンスキー・ウント・テンツィンと結婚した。
エレオノーレは裕福な相続者として、ニーダーシュレージェンにあった下記の所領を持参している。それはラントクライス・シュトレーレン (de:Landkreis Strehlen) のペーターヴィッツ、ラントクライス・ブレスラウ (de:Landkreis Breslau) のポロクヴィッツ、グロース＝ゼーゲヴィッツおよびクライン＝ゼーゲヴィッツ、ラントクライス・シュヴァイトニッツ (de:Landkreis Schweidnitz) のシェーネフェルト、ルートヴィヒスドルフ、シュヴェンクフェルト、エスドルフおよびエアリヒト、クライス・ヒルシュベルクのルーデルシュタット・バイ・クプファーベルクとブッフヴァルト・バイ・シュミーデベルクの各地であった。
彼女は以前、グロース＝ゼーゲヴィッツおよびクライン＝ゼーゲヴィッツそしてペーターヴィッツの領主、ハンス・アーダム・フォン・パチェンスキー・ウント・テンツィン（1700年-1761年）の妻であった。

## 軍歴
プリットヴィッツはまず村の学校へ通い、後にニーダーシュレジエン州エールスのギムナジウムへ進学した。1741年8月にベルリンの士官候補生団に入り、同年11月にはファーネンユンカー (de:Fahnenjunker) （二等士官候補生）として第1「パセドウスキー」竜騎兵連隊に配属された。そして1745年6月7日、第二次シュレージエン戦争に参加している。1746年4月4日にフェーンリヒ (de:Fähnrich) （一等士官候補生）に昇進すると、シュヴェート (Schwedt) の守備隊に転属した。1751年5月8日に少尉に任命されている。
七年戦争が勃発すると、彼は「ノルマン」竜騎兵連隊の一員として、1758年までほぼ全ての戦闘（例えば1757年6月18日のコリンの戦いや、1758年8月25日のツォルンドルフの戦いなど）に参加した。後に再び資金難に陥ると、プリットヴィッツは長い詩を書いて国王に金の下賜を願い出て、次のような返事を受け取っている。
„Wer dieses so artig in Verse gebracht,

dem werden 500 Dukaten vermacht.

– Ich bin Euer wohlaffectionirter König Friedrich.“

「……かくも小気味好く（願いを）詩に乗せた者には、

500ドゥカートを贈るものなり。

――私は好意を抱く貴殿の国王、フリードリヒである[2]。」

1758年の末、フリードリヒ大王はツィーテン中将に配下のフザール連隊のため、全軍から最良の士官の選抜を許す。そしてツィーテンは、プリットヴィッツ中尉をも選んだのであった。後の1759年8月12日、33歳で大尉に昇進し、騎兵中隊の指揮官となっていた彼はクーネルスドルフの戦いにおいて、芦毛の馬を駆り立て、王をその身に迫る戦死（少なくとも捕縛）の危機から救い出した。
続く戦いの後、1760年12月10日にプリットヴィッツは少佐に昇進し、所属連隊第1大隊の指揮官に就任した。1761年に入ると、彼はしばしば大王の個人的な任務に就く。そして1763年、少尉として参加した七年戦争が終了するとプリットヴィッツは中佐に抜擢され、程なくして「ヨアヒム・フォン・ツィーテン」フザール連隊[1] (de:Husarenregiment Joachim von Zieten) の指揮官に任命された。
さらに1763年4月18日、ラントクライス・レーブスにある複数の所領を下賜され、功を報われている。その中にはクイリッツが含まれており、同地の運営はフリードリヒ大王にとって、しばしば個人的に介入するくらい切実な問題であった。
1763年以降、プリットヴィッツは国王の民政面の任務を遂行する。例えば1765年にはフィノウの運河が舟航に耐えるか調査し、1767年にはベルリンの硬貨の不正を確認している。1768年12月12日に大佐に昇進した。それより前、フリードリヒ大王の晩年に客として、しばしばサンスーシ宮殿に招かれている。1775年には少将に昇進し、同時にベルリンの「ジェンダルム」胸甲騎兵連隊指揮官、そしてブランデンブルク辺境伯領およびマグデブルクの騎兵総監に就任した。
この後の1778年、バイエルン継承戦争においてプリットヴィッツは13個騎兵中隊から構成される旅団を指揮し、軍の右翼に配された。
1779年から1783年の間に、プリットヴィッツはその所領、ルーデルシュタット・バイ・クプファーベルクに入植地、「プリットヴィッツドルフ」を拓かせている。その住民は、ほぼ織工と鉱夫で占められていた[3]。
中将に昇進したのは、1785年5月20日の事である。また同年5月26日には、マグデブルクで黒鷲章 (Order of the Black Eagle) を授かった。
1786年8月17日、ポツダムのサンスーシ宮殿で病床のフリードリヒ大王が最期の別れを告げた時、プリットヴィッツ中将も他の将軍達とともにその場に居た。ゲオルク・シェーベル (de:Georg Schöbel) 作のリトグラフが、その様子を今に伝えている。
1789年5月20日、プリットヴィッツは後継の国王、フリードリヒ・ヴィルヘルム2世によって最終的に騎兵大将に任じられた。そのわずか4年後、1793年6月4日に没する。それについて、1870年のプリットヴィッツ家の史書は次のように記述する。
「その日の昼、居室で食事に来る士官達を迎えるために着替えていた時、彼は発作に襲われて床に倒れた。（中略）魂の抜けたその体はクイリッツに運ばれ、同地の教会にある祭壇の傍に埋葬された。妻も、その側に眠る。」
プリットヴィッツの姿はフリードリヒ大王とともに、数々の記念碑となって残されている。例えばベルリンにある、フリードリヒ大王の大騎馬像の前面を飾る他、ラインスベルクにも記念碑が立っている。

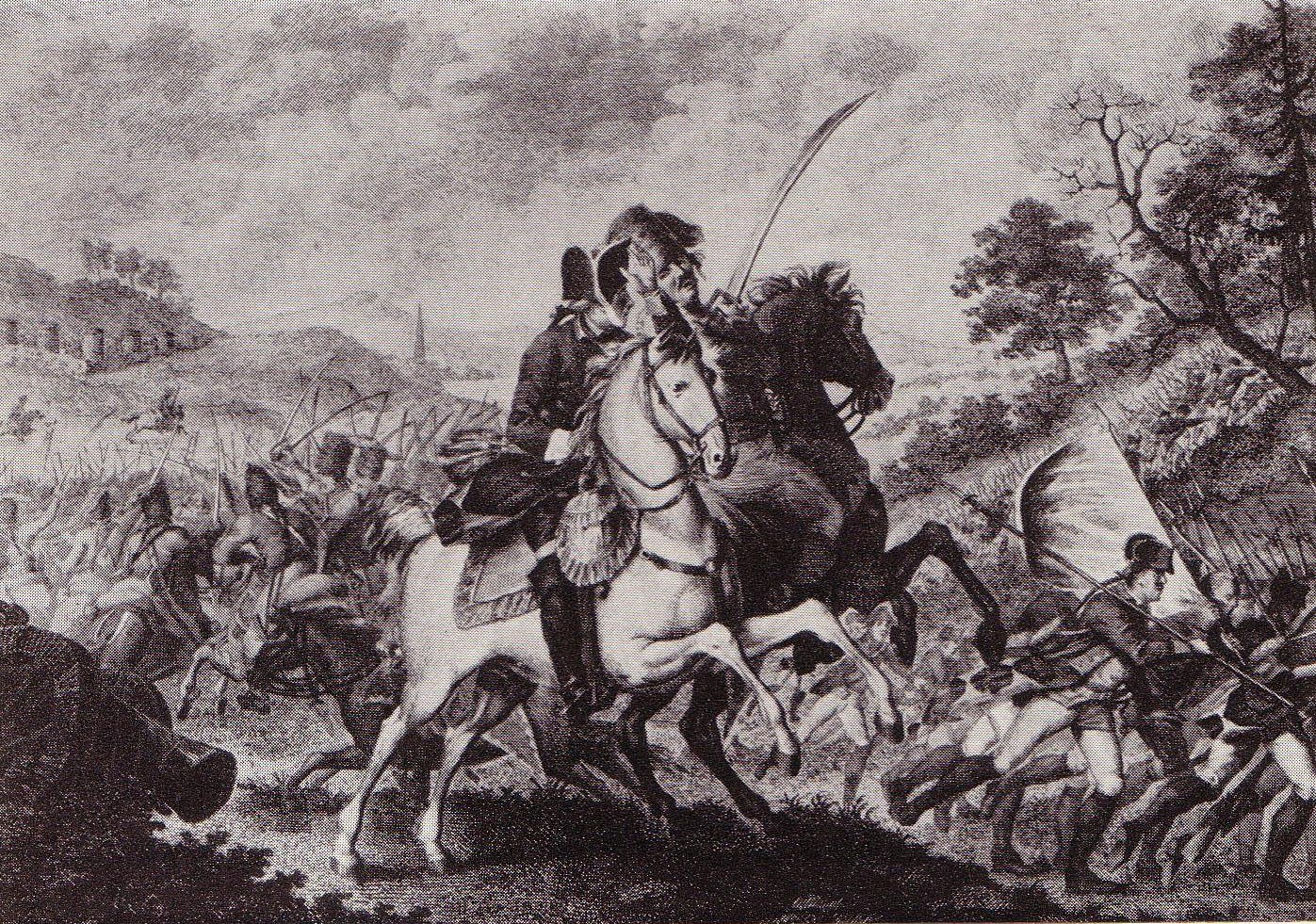
1759年8月12日、クーネルスドルフの戦いでフリードリヒ大王を捕縛の危機から救うプリットヴィッツ。J.F.クレートロウによる銅版画。
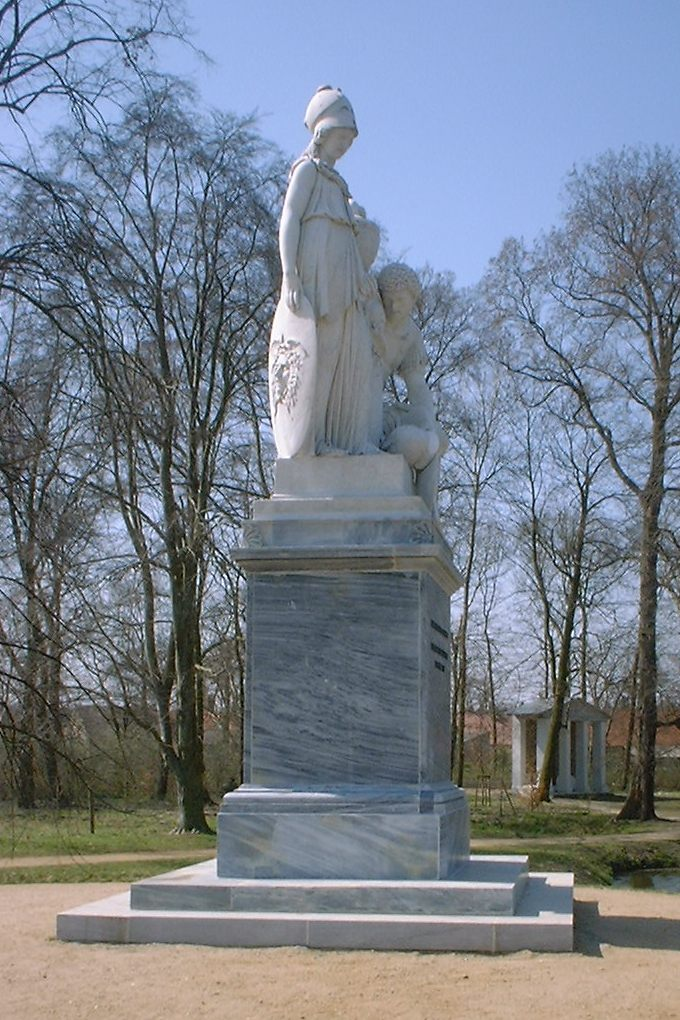
ノイハルデンベルク城にあるフリードリヒ2世の記念碑。
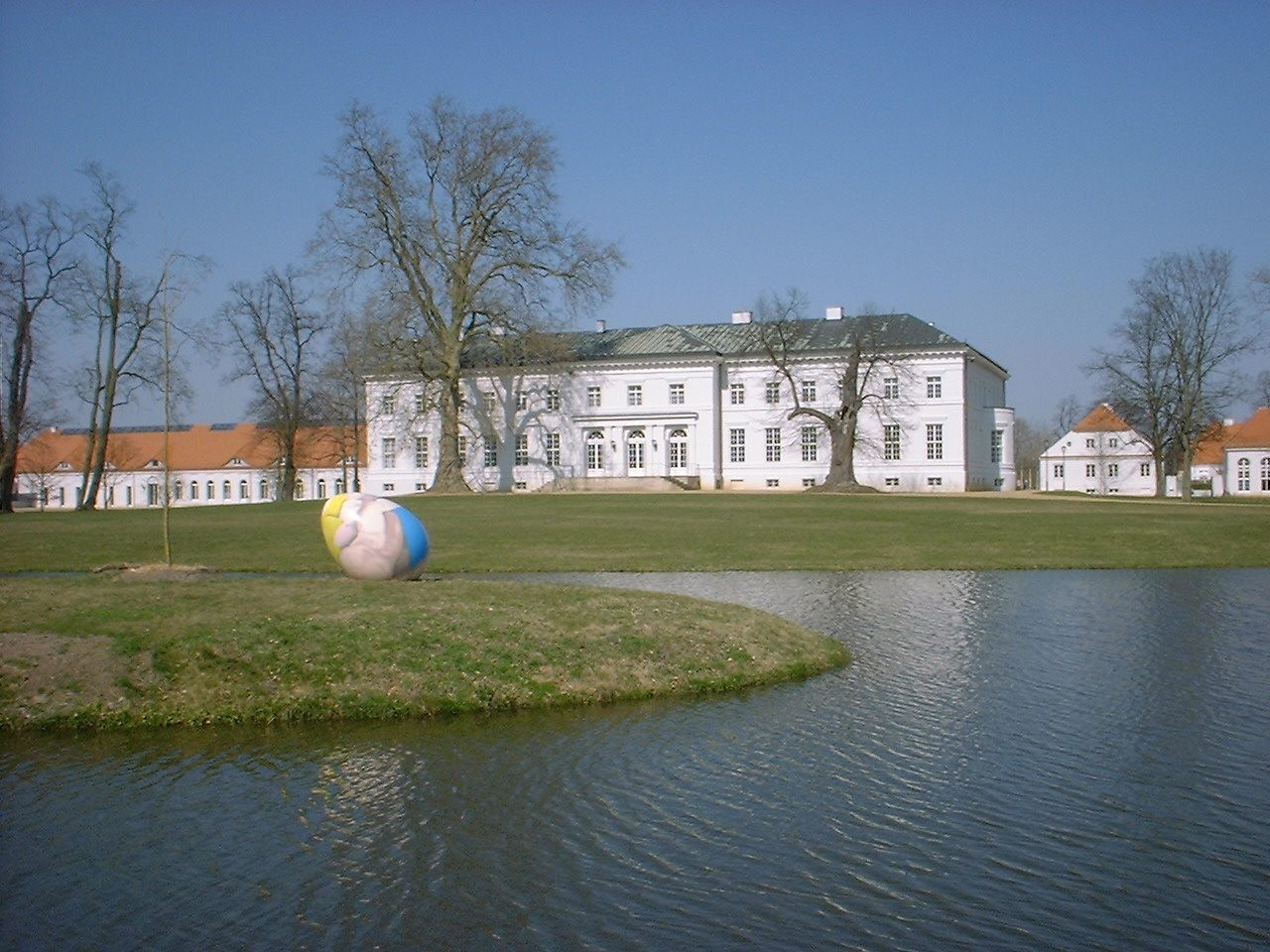
ノイハルデンベルク城 (de:Schloß Neuhardenberg)
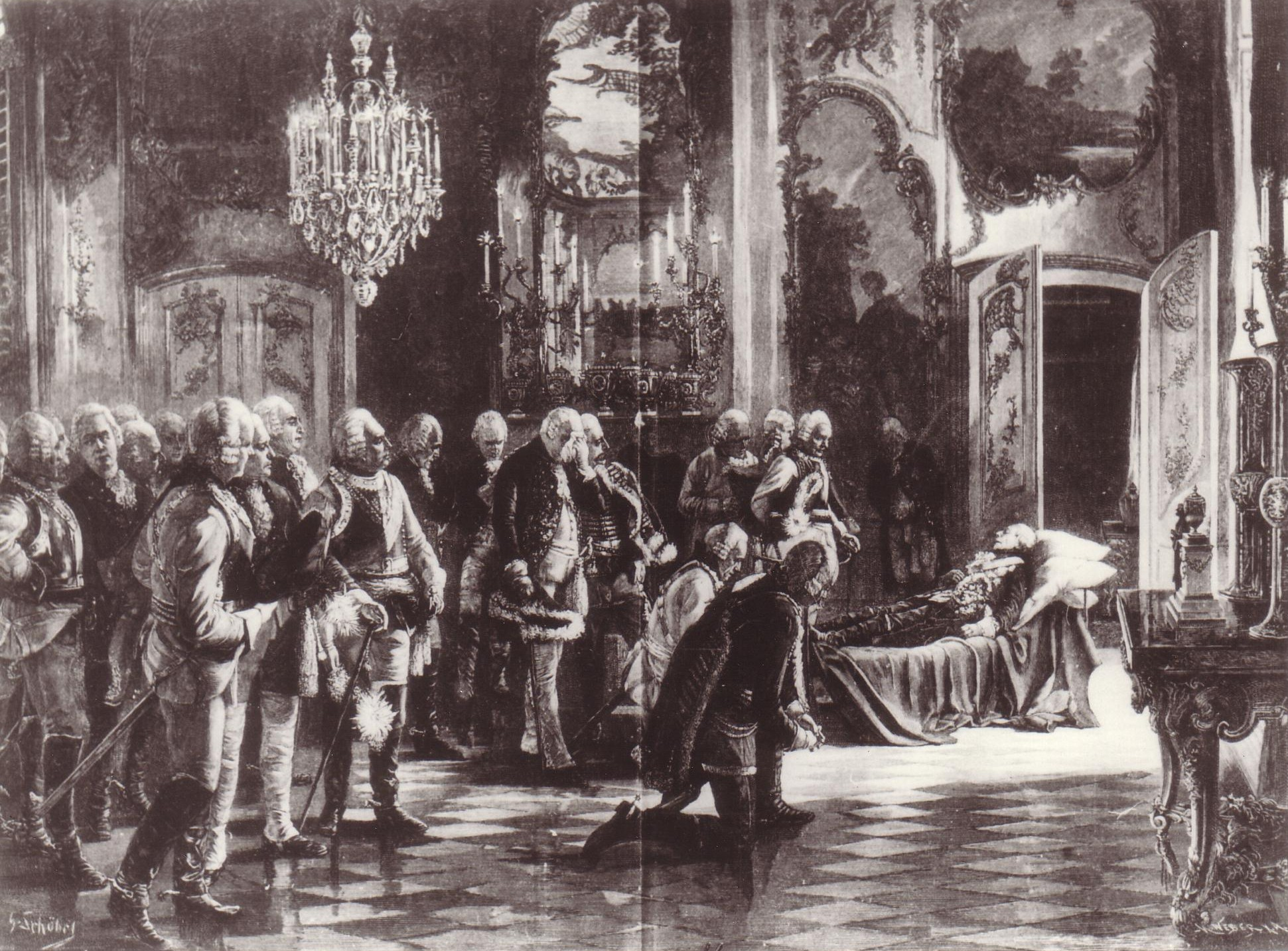
フリードリヒ大王の最期を見取るプリットヴィッツ中将。ゲオルク・シェーベル作のリトグラフ。

## ノイハルデンベルク城
クイリッツは1814年、ノイハルデンベルクに改称される。その後、マルクスヴァルデと呼ばれるようになり、1991年に再びノイハルデンベルクに戻った。
プリットヴィッツは1770年頃、所領の農舎の改築、もしくは新築させている。そして1785年から1790年にかけて、辺境伯の官舎の代わりに城館を建てさせた。それは一階建てで三つの翼部と、高いマンサード屋根を一つ備えていた。1790年頃にバロック様式の庭園が、部分的にイギリス風に改装されている。
フリードリヒ大王が薨去した1786年以後、彼は記念のためローマで1万ターラーを費やし、プリースボルン (Przeworno) （ニーダーシュレージエン州、クライス・シュトレーレン）産の大理石から記念碑を作成させた。
さらに彼自身と妻を、それぞれマールス神およびウェヌス神として表した別の記念碑を、1792年にフリードリヒ大王のために作らせた。これはヨハン・マイルが設計し、イタリアの彫刻家、ジュゼッペ・マルティーニが製作した物である。
1801年6月には村の古くからある部分、牧師館、学校、教会の全てと城館にある農舎の一部を破壊した、壊滅的な火災が発生する。この大被害の結果、以前に大将の息子、フリードリヒ・ヴィルヘルム・ベルンハルト・フォン・プリットヴィッツ・ウント・ガフロン（1764年-1843年）がまとめた村の改造計画に、村の延焼部分が追加された。
その時、まだ20歳だったカール・フリードリヒ・シンケル（1781年-1841年）が代表的な建造物（教会、牧師館、学校、農舎および官舎）の設計を担当する。堤防の建築監督、ゴットヒルフ・フリードリヒ・ハイフェルダーと経理課長のシャイベルが、村の再建に責任を負った。
同年、フリードリヒ・フォン・プリットヴィッツは領主の庭園をさらに拡大し、美化しようと力を注いだ。恐らく、空間的な配置は彼自身の考案によるものである。そして庭園は、南東の方向へ大きく拡張された。かつては正方形であった堀の南側は開放され、排水システムが組み込まれている。
要するに、今日のノイハルデンベルクの外観はプリットヴィッツ家が領主であった時代に出来上がったのである。

## 表彰
- プール・ル・メリット勲章（1758年8月25日、ツォルンドルフの戦いにて。）
- 黒鷲章（1785年5月26日）